# Paris-Nice de 2006
A Paris-Nice de 2006, foi a edição número 64 da carreira e pontuável para a prova do circuito UCI ProTour, que esteve composta de sete etapas e um prólogo do 5 ao 12 março 2006. Os ciclistas completaram um percurso de 1276,3 km com saída em Issy-les-Moulineaux e chegada a Nice, na França. A carreira foi vencida pelo estadounidense  Floyd Landis, da equipa Phonak, que concluiu com nove segundos de vantagem sobre o espanhol Patxi Vila.

## Etapas
| Etapa   | Data    | Percurso                                  | type                      | Distância (km) | Vencedor          | Líder geral  |
| ------- | ------- | ----------------------------------------- | ------------------------- | -------------- | ----------------- | ------------ |
| Prólogo | 5 mar.  | Issy-les-Moulineaux – Issy-les-Moulineaux | contrarrelógio individual | 4,8            | Bobby Julich      | Bobby Julich |
| 1       | 6 mar.  | Villemandeur – Saint-Amand-Montrond       | etapa plana               | 193            | Tom Boonen        | Tom Boonen   |
| 2       | 7 mar.  | Cérilly – Belleville                      | média montanha            | 200            | Tom Boonen        | Tom Boonen   |
| 3       | 8 mar.  | Juliénas – Saint-Étienne                  | média montanha            | 168,5          | Patxi Vila        | Floyd Landis |
| 4       | 9 mar.  | Saint-Étienne – Rasteau                   | etapa plana               | 193            | Tom Boonen        | Floyd Landis |
| 5       | 10 mar. | Avinhão – Digne-les-Bains                 | alta montanha             | 201,5          | Joaquim Rodríguez | Floyd Landis |
| 6       | 11 mar. | Digne-les-Bains – Cannes                  | média montanha            | 179            | Andrey Kashechkin | Floyd Landis |
| 7       | 12 mar. | Nice – Nice                               | alta montanha             | 119            | Markus Zberg      | Floyd Landis |

## Detalhes das etapas

### Prólogo
| Issy-les-Moulineaux - Issy-les-Moulineaux | contrarrelógio individual | (4,8 km) |

| \| Classificação por etapas \| Classificação por etapas \| Classificação por etapas \| Classificação por etapas \| Classificação por etapas \| \| Ciclista \| Ciclista \| Equipe \| Tempo \| \| \| ------------------------ \| ------------------------ \| ------------------------------- \| ------------------------ \| ------------------------ \| \| 1. \| Bobby Julich \| CSC \| 6m07s \| \| \| 2. \| Andrey Kashechkin \| Liberty Seguros-Würth \| + 1s \| \| \| 3. \| Bradley McGee \| La Française des jeux \| + 2s \| \| \| 4. \| Alberto Contador \| Liberty Seguros-Würth \| + 3s \| \| \| 5. \| Tom Boonen \| Quick Step-Innergetic \| + 3s \| \| \| 6. \| Samuel Sánchez \| Euskaltel-Euskadi \| + 3s \| \| \| 7. \| Bradley Wiggins \| Cofidis-Le Crédit par Téléphone \| + 5s \| \| \| 8. \| Benoît Vaugrenard \| La Française des jeux \| + 5s \| \| \| 9. \| Gert Steegmans \| Davitamon-Lotto \| + 7s \| \| \| 10. \| Rik Verbrugghe \| Cofidis-Le Crédit par Téléphone \| + 7s \| \| |                   |                                 |       |
| |                   |                                 |       |
| |                   |                                 |       |
| Classificação por etapas |                   |                                 |       |
| Ciclista | Ciclista          | Equipe                          | Tempo |
| 1. | Bobby Julich      | CSC                             | 6m07s |
| 2. | Andrey Kashechkin | Liberty Seguros-Würth           | + 1s  |
| 3. | Bradley McGee     | La Française des jeux           | + 2s  |
| 4. | Alberto Contador  | Liberty Seguros-Würth           | + 3s  |
| 5. | Tom Boonen        | Quick Step-Innergetic           | + 3s  |
| 6. | Samuel Sánchez    | Euskaltel-Euskadi               | + 3s  |
| 7. | Bradley Wiggins   | Cofidis-Le Crédit par Téléphone | + 5s  |
| 8. | Benoît Vaugrenard | La Française des jeux           | + 5s  |
| 9. | Gert Steegmans    | Davitamon-Lotto                 | + 7s  |
| 10. | Rik Verbrugghe    | Cofidis-Le Crédit par Téléphone | + 7s  |

| \| Classificação geral \| Classificação geral \| Classificação geral \| Classificação geral \| Classificação geral \| \| Ciclista \| Ciclista \| Equipe \| Tempo \| \| \| ------------------- \| ------------------- \| ------------------------------- \| ------------------- \| ------------------- \| \| 1. \| Bobby Julich \| CSC \| 6m07s \| \| \| 2. \| Andrey Kashechkin \| Liberty Seguros-Würth \| + 1s \| \| \| 3. \| Bradley McGee \| La Française des jeux \| + 2s \| \| \| 4. \| Alberto Contador \| Liberty Seguros-Würth \| + 3s \| \| \| 5. \| Tom Boonen \| Quick Step-Innergetic \| + 3s \| \| \| 6. \| Samuel Sánchez \| Euskaltel-Euskadi \| + 3s \| \| \| 7. \| Bradley Wiggins \| Cofidis-Le Crédit par Téléphone \| + 5s \| \| \| 8. \| Benoît Vaugrenard \| La Française des jeux \| + 5s \| \| \| 9. \| Gert Steegmans \| Davitamon-Lotto \| + 7s \| \| \| 10. \| Rik Verbrugghe \| Cofidis-Le Crédit par Téléphone \| + 7s \| \| |                   |                                 |       |
| |                   |                                 |       |
| |                   |                                 |       |
| Classificação geral |                   |                                 |       |
| Ciclista | Ciclista          | Equipe                          | Tempo |
| 1. | Bobby Julich      | CSC                             | 6m07s |
| 2. | Andrey Kashechkin | Liberty Seguros-Würth           | + 1s  |
| 3. | Bradley McGee     | La Française des jeux           | + 2s  |
| 4. | Alberto Contador  | Liberty Seguros-Würth           | + 3s  |
| 5. | Tom Boonen        | Quick Step-Innergetic           | + 3s  |
| 6. | Samuel Sánchez    | Euskaltel-Euskadi               | + 3s  |
| 7. | Bradley Wiggins   | Cofidis-Le Crédit par Téléphone | + 5s  |
| 8. | Benoît Vaugrenard | La Française des jeux           | + 5s  |
| 9. | Gert Steegmans    | Davitamon-Lotto                 | + 7s  |
| 10. | Rik Verbrugghe    | Cofidis-Le Crédit par Téléphone | + 7s  |

Resumo
Levou-se a cabo num caminho urbano de 4,8 km, com numerosas curvas e a necessidade de reduzir a velocidade e reviver a acção muitas vezes. O estadounidense Bobby Julich, o campeão saliente, foi o mais rápido, chegando à linha de meta com uma vantagem mínima sobre o cazaque Andrey Kashechkin, 71 centésimas de segundo. Terceiro lugar para o australiano Bradley McGee a 2 ".

### Etapa 1
| Villemandeur - Saint-Amand-Montrond | etapa plana | (193 km) |

| \| Classificação por etapas \| Classificação por etapas \| Classificação por etapas \| Classificação por etapas \| Classificação por etapas \| \| Ciclista \| Ciclista \| Equipe \| Tempo \| \| \| ------------------------ \| ------------------------ \| ------------------------------ \| ------------------------ \| ------------------------ \| \| 1. \| Tom Boonen \| Quick Step-Innergetic \| 4h58m01s \| \| \| 2. \| Allan Davis \| Liberty Seguros-Würth \| + 0s \| \| \| 3. \| Francisco Ventoso \| Saunier Duval-Prodir \| + 0s \| \| \| 4. \| Elia Rigotto \| Team Milram \| + 0s \| \| \| 5. \| Danilo Napolitano \| Lampre-Fondital \| + 0s \| \| \| 6. \| Gert Steegmans \| Davitamon-Lotto \| + 0s \| \| \| 7. \| Vicente Reynès \| Caisse d'Épargne-Illes Balears \| + 0s \| \| \| 8. \| Lilian Jégou \| La Française des jeux \| + 0s \| \| \| 9. \| Vladimir Gusev \| Discovery Channel \| + 0s \| \| \| 10. \| Hans Dekkers \| Agritubel \| + 0s \| \| |                   |                                |          |
| |                   |                                |          |
| |                   |                                |          |
| Classificação por etapas |                   |                                |          |
| Ciclista | Ciclista          | Equipe                         | Tempo    |
| 1. | Tom Boonen        | Quick Step-Innergetic          | 4h58m01s |
| 2. | Allan Davis       | Liberty Seguros-Würth          | + 0s     |
| 3. | Francisco Ventoso | Saunier Duval-Prodir           | + 0s     |
| 4. | Elia Rigotto      | Team Milram                    | + 0s     |
| 5. | Danilo Napolitano | Lampre-Fondital                | + 0s     |
| 6. | Gert Steegmans    | Davitamon-Lotto                | + 0s     |
| 7. | Vicente Reynès    | Caisse d'Épargne-Illes Balears | + 0s     |
| 8. | Lilian Jégou      | La Française des jeux          | + 0s     |
| 9. | Vladimir Gusev    | Discovery Channel              | + 0s     |
| 10. | Hans Dekkers      | Agritubel                      | + 0s     |

| \| Classificação geral \| Classificação geral \| Classificação geral \| Classificação geral \| Classificação geral \| \| Ciclista \| Ciclista \| Equipe \| Tempo \| \| \| ------------------- \| ------------------- \| ------------------------------- \| ------------------- \| ------------------- \| \| 1. \| Tom Boonen \| Quick Step-Innergetic \| 5h02m01s \| \| \| 2. \| Bobby Julich \| CSC \| + 7s \| \| \| 3. \| Andrey Kashechkin \| Liberty Seguros-Würth \| + 8s \| \| \| 4. \| Bradley McGee \| La Française des jeux \| + 9s \| \| \| 5. \| Alberto Contador \| Liberty Seguros-Würth \| + 10s \| \| \| 6. \| Samuel Sánchez \| Euskaltel-Euskadi \| + 10s \| \| \| 7. \| Bradley Wiggins \| Cofidis-Le Crédit par Téléphone \| + 12s \| \| \| 8. \| Benoît Vaugrenard \| La Française des jeux \| + 12s \| \| \| 9. \| Gert Steegmans \| Davitamon-Lotto \| + 14s \| \| \| 10. \| Rik Verbrugghe \| Cofidis-Le Crédit par Téléphone \| + 14s \| \| |                   |                                 |          |
| |                   |                                 |          |
| |                   |                                 |          |
| Classificação geral |                   |                                 |          |
| Ciclista | Ciclista          | Equipe                          | Tempo    |
| 1. | Tom Boonen        | Quick Step-Innergetic           | 5h02m01s |
| 2. | Bobby Julich      | CSC                             | + 7s     |
| 3. | Andrey Kashechkin | Liberty Seguros-Würth           | + 8s     |
| 4. | Bradley McGee     | La Française des jeux           | + 9s     |
| 5. | Alberto Contador  | Liberty Seguros-Würth           | + 10s    |
| 6. | Samuel Sánchez    | Euskaltel-Euskadi               | + 10s    |
| 7. | Bradley Wiggins   | Cofidis-Le Crédit par Téléphone | + 12s    |
| 8. | Benoît Vaugrenard | La Française des jeux           | + 12s    |
| 9. | Gert Steegmans    | Davitamon-Lotto                 | + 14s    |
| 10. | Rik Verbrugghe    | Cofidis-Le Crédit par Téléphone | + 14s    |

Resumo
O campeão mundial belga Tom Boonen ganhou, ao final de um sprint, a primeira etapa que trouxe ciclistas de Villemandeur a Saint Armand Montrond no centro da França. Em segundo lugar Allan Davis, no terceiro Francisco José Ventoso. O palco viveu-se no longo voo do francês Christophe Laurent e Stéphane Augé que, tendo começado no km 60, se atingiram a 6 km da chegada, após 127 km de fuga no que atingiram 10 minutos por adiante do grupo. Graças aos bónus Tom Boonen também conquistou a liderança da classificação.

### Etapa 2
| Cérilly - Belleville | média montanha | (200 km) |

| \| Classificação por etapas \| Classificação por etapas \| Classificação por etapas \| Classificação por etapas \| Classificação por etapas \| \| Ciclista \| Ciclista \| Equipe \| Tempo \| \| \| ------------------------ \| ------------------------ \| ------------------------ \| ------------------------ \| ------------------------ \| \| 1. \| Tom Boonen \| Quick Step-Innergetic \| 5h20m50s \| \| \| 2. \| Allan Davis \| Liberty Seguros-Würth \| + 0s \| \| \| 3. \| Danilo Napolitano \| Lampre-Fondital \| + 0s \| \| \| 4. \| Francisco Ventoso \| Saunier Duval-Prodir \| + 0s \| \| \| 5. \| Simone Cadamuro \| Team Milram \| + 0s \| \| \| 6. \| Mathew Hayman \| Rabobank \| + 0s \| \| \| 7. \| Stefan Schumacher \| Gerolsteiner \| + 0s \| \| \| 8. \| Mauro Santambrogio \| Lampre-Fondital \| + 0s \| \| \| 9. \| Koldo Fernández \| Euskaltel-Euskadi \| + 0s \| \| \| 10. \| Lilian Jégou \| La Française des jeux \| + 0s \| \| |                    |                       |          |
| |                    |                       |          |
| |                    |                       |          |
| Classificação por etapas |                    |                       |          |
| Ciclista | Ciclista           | Equipe                | Tempo    |
| 1. | Tom Boonen         | Quick Step-Innergetic | 5h20m50s |
| 2. | Allan Davis        | Liberty Seguros-Würth | + 0s     |
| 3. | Danilo Napolitano  | Lampre-Fondital       | + 0s     |
| 4. | Francisco Ventoso  | Saunier Duval-Prodir  | + 0s     |
| 5. | Simone Cadamuro    | Team Milram           | + 0s     |
| 6. | Mathew Hayman      | Rabobank              | + 0s     |
| 7. | Stefan Schumacher  | Gerolsteiner          | + 0s     |
| 8. | Mauro Santambrogio | Lampre-Fondital       | + 0s     |
| 9. | Koldo Fernández    | Euskaltel-Euskadi     | + 0s     |
| 10. | Lilian Jégou       | La Française des jeux | + 0s     |

| \| Classificação geral \| Classificação geral \| Classificação geral \| Classificação geral \| Classificação geral \| \| Ciclista \| Ciclista \| Equipe \| Tempo \| \| \| ------------------- \| ------------------- \| ---------------------- \| ------------------- \| ------------------- \| \| 1. \| Tom Boonen \| Quick Step-Innergetic \| 10h22m41s \| \| \| 2. \| Bobby Julich \| CSC \| + 17s \| \| \| 3. \| Andrey Kashechkin \| Liberty Seguros-Würth \| + 18s \| \| \| 4. \| Samuel Sánchez \| Euskaltel-Euskadi \| + 20s \| \| \| 5. \| Benoît Vaugrenard \| La Française des jeux \| + 22s \| \| \| 6. \| Allan Davis \| Liberty Seguros-Würth \| + 24s \| \| \| 7. \| Gert Steegmans \| Davitamon-Lotto \| + 24s \| \| \| 8. \| Floyd Landis \| Phonak Hearing Systems \| + 25s \| \| \| 9. \| Sandy Casar \| La Française des jeux \| + 25s \| \| \| 10. \| Matej Mugerli \| Liquigas \| + 25s \| \| |                   |                        |           |
| |                   |                        |           |
| |                   |                        |           |
| Classificação geral |                   |                        |           |
| Ciclista | Ciclista          | Equipe                 | Tempo     |
| 1. | Tom Boonen        | Quick Step-Innergetic  | 10h22m41s |
| 2. | Bobby Julich      | CSC                    | + 17s     |
| 3. | Andrey Kashechkin | Liberty Seguros-Würth  | + 18s     |
| 4. | Samuel Sánchez    | Euskaltel-Euskadi      | + 20s     |
| 5. | Benoît Vaugrenard | La Française des jeux  | + 22s     |
| 6. | Allan Davis       | Liberty Seguros-Würth  | + 24s     |
| 7. | Gert Steegmans    | Davitamon-Lotto        | + 24s     |
| 8. | Floyd Landis      | Phonak Hearing Systems | + 25s     |
| 9. | Sandy Casar       | La Française des jeux  | + 25s     |
| 10. | Matej Mugerli     | Liquigas               | + 25s     |

Resumo
Nova vitória de Sprint para Tom Boonen. Ao começo da etapa tentou a acção solitária Nicolas Crosbie, o grupo não reagiu e o francês chegou à distância de 81 km com 27 minutos de vantagem sobre o grupo. As forças dos franceses diminuíram proporcionalmente ao aumento no ritmo do grupo e em 13 km da chegada chegou a reunião, após 187 km de fuga em solitário. A chegada finalizou com um sprint de grupo e com a vitória do campeão mundial, que precedeu a Allan Davis e Danilo Napolitano.

### Etapa 3
| Juliénas - Saint-Étienne | média montanha | (168,5 km) |

| \| Classificação por etapas \| Classificação por etapas \| Classificação por etapas \| Classificação por etapas \| Classificação por etapas \| \| Ciclista \| Ciclista \| Equipe \| Tempo \| \| \| ------------------------ \| ------------------------ \| ------------------------------ \| ------------------------ \| ------------------------ \| \| 1. \| Patxi Vila \| Lampre-Fondital \| 4h23m28s \| \| \| 2. \| Floyd Landis \| Phonak Hearing Systems \| + 0s \| \| \| 3. \| Samuel Sánchez \| Euskaltel-Euskadi \| + 1m16s \| \| \| 4. \| Fränk Schleck \| CSC \| + 1m16s \| \| \| 5. \| Antonio Colom \| Caisse d'Épargne-Illes Balears \| + 1m16s \| \| \| 6. \| Stefan Schumacher \| Gerolsteiner \| + 1m25s \| \| \| 7. \| José Luis Rubiera \| Discovery Channel \| + 1m25s \| \| \| 8. \| Haimar Zubeldia \| Euskaltel-Euskadi \| + 1m25s \| \| \| 9. \| Luis León Sánchez \| Liberty Seguros-Würth \| + 1m25s \| \| \| 10. \| Pietro Caucchioli \| Crédit Agricole \| + 1m25s \| \| |                   |                                |          |
| |                   |                                |          |
| |                   |                                |          |
| Classificação por etapas |                   |                                |          |
| Ciclista | Ciclista          | Equipe                         | Tempo    |
| 1. | Patxi Vila        | Lampre-Fondital                | 4h23m28s |
| 2. | Floyd Landis      | Phonak Hearing Systems         | + 0s     |
| 3. | Samuel Sánchez    | Euskaltel-Euskadi              | + 1m16s  |
| 4. | Fränk Schleck     | CSC                            | + 1m16s  |
| 5. | Antonio Colom     | Caisse d'Épargne-Illes Balears | + 1m16s  |
| 6. | Stefan Schumacher | Gerolsteiner                   | + 1m25s  |
| 7. | José Luis Rubiera | Discovery Channel              | + 1m25s  |
| 8. | Haimar Zubeldia   | Euskaltel-Euskadi              | + 1m25s  |
| 9. | Luis León Sánchez | Liberty Seguros-Würth          | + 1m25s  |
| 10. | Pietro Caucchioli | Crédit Agricole                | + 1m25s  |

| \| Classificação geral \| Classificação geral \| Classificação geral \| Classificação geral \| Classificação geral \| \| Ciclista \| Ciclista \| Equipe \| Tempo \| \| \| ------------------- \| ------------------- \| ------------------------------ \| ------------------- \| ------------------- \| \| 1. \| Floyd Landis \| Phonak Hearing Systems \| 14h48m26s \| \| \| 2. \| Patxi Vila \| Lampre-Fondital \| + 9s \| \| \| 3. \| Samuel Sánchez \| Euskaltel-Euskadi \| + 1m13s \| \| \| 4. \| Antonio Colom \| Caisse d'Épargne-Illes Balears \| + 1m23s \| \| \| 5. \| Fränk Schleck \| CSC \| + 1m23s \| \| \| 6. \| José Azevedo \| Discovery Channel \| + 1m35s \| \| \| 7. \| Haimar Zubeldia \| Euskaltel-Euskadi \| + 1m37s \| \| \| 8. \| Pietro Caucchioli \| Crédit Agricole \| + 1m39s \| \| \| 9. \| Stefan Schumacher \| Gerolsteiner \| + 1m39s \| \| \| 10. \| José Luis Rubiera \| Discovery Channel \| + 1m40s \| \| |                   |                                |           |
| |                   |                                |           |
| |                   |                                |           |
| Classificação geral |                   |                                |           |
| Ciclista | Ciclista          | Equipe                         | Tempo     |
| 1. | Floyd Landis      | Phonak Hearing Systems         | 14h48m26s |
| 2. | Patxi Vila        | Lampre-Fondital                | + 9s      |
| 3. | Samuel Sánchez    | Euskaltel-Euskadi              | + 1m13s   |
| 4. | Antonio Colom     | Caisse d'Épargne-Illes Balears | + 1m23s   |
| 5. | Fränk Schleck     | CSC                            | + 1m23s   |
| 6. | José Azevedo      | Discovery Channel              | + 1m35s   |
| 7. | Haimar Zubeldia   | Euskaltel-Euskadi              | + 1m37s   |
| 8. | Pietro Caucchioli | Crédit Agricole                | + 1m39s   |
| 9. | Stefan Schumacher | Gerolsteiner                   | + 1m39s   |
| 10. | José Luis Rubiera | Discovery Channel              | + 1m40s   |

Resumo
Este é um palco com numerosas colinas para escalar, interpretado da melhor maneira pelos ciclistas, com uma sucessão de fugas. A acção decisiva tem lugar na subida do "col da Croix-de-Chaubouret", onde há um grupo de 5 ciclistas em fuga, a 2 km da cimeira que acelera o estadounidense Floyd Landis, só o espanhol Francisco Vila consegue o resistir, os dois escolinanos com uma boa vantagem que aumenta tanto que os dois jogam a vitória de etapa, o espanhol ganha, é o seu primeiro sucesso como profissional, e a conquista estadounidense o primeiro lugar na classificação geral. O primeiro italiano é Pietro Caucchioli décimo em 1'26 ".

### Etapa 4
| Saint-Étienne - Rasteau | etapa plana | (193 km) |

| \| Classificação por etapas \| Classificação por etapas \| Classificação por etapas \| Classificação por etapas \| Classificação por etapas \| \| Ciclista \| Ciclista \| Equipe \| Tempo \| \| \| ------------------------ \| ------------------------ \| ------------------------ \| ------------------------ \| ------------------------ \| \| 1. \| Tom Boonen \| Quick Step-Innergetic \| 4h40m29s \| \| \| 2. \| Allan Davis \| Liberty Seguros-Würth \| + 0s \| \| \| 3. \| Stefan Schumacher \| Gerolsteiner \| + 0s \| \| \| 4. \| Elia Rigotto \| Team Milram \| + 0s \| \| \| 5. \| Gert Steegmans \| Davitamon-Lotto \| + 0s \| \| \| 6. \| Sebastian Siedler \| Team Milram \| + 0s \| \| \| 7. \| Lilian Jégou \| La Française des jeux \| + 0s \| \| \| 8. \| Marcus Burghardt \| T-Mobile \| + 0s \| \| \| 9. \| Jérôme Pineau \| Bouygues Telecom \| + 0s \| \| \| 10. \| Mark Renshaw \| Crédit Agricole \| + 0s \| \| |                   |                       |          |
| |                   |                       |          |
| |                   |                       |          |
| Classificação por etapas |                   |                       |          |
| Ciclista | Ciclista          | Equipe                | Tempo    |
| 1. | Tom Boonen        | Quick Step-Innergetic | 4h40m29s |
| 2. | Allan Davis       | Liberty Seguros-Würth | + 0s     |
| 3. | Stefan Schumacher | Gerolsteiner          | + 0s     |
| 4. | Elia Rigotto      | Team Milram           | + 0s     |
| 5. | Gert Steegmans    | Davitamon-Lotto       | + 0s     |
| 6. | Sebastian Siedler | Team Milram           | + 0s     |
| 7. | Lilian Jégou      | La Française des jeux | + 0s     |
| 8. | Marcus Burghardt  | T-Mobile              | + 0s     |
| 9. | Jérôme Pineau     | Bouygues Telecom      | + 0s     |
| 10. | Mark Renshaw      | Crédit Agricole       | + 0s     |

| \| Classificação geral \| Classificação geral \| Classificação geral \| Classificação geral \| Classificação geral \| \| Ciclista \| Ciclista \| Equipe \| Tempo \| \| \| ------------------- \| ------------------- \| ------------------------------ \| ------------------- \| ------------------- \| \| 1. \| Floyd Landis \| Phonak Hearing Systems \| 19h26m57s \| \| \| 2. \| Patxi Vila \| Lampre-Fondital \| + 9s \| \| \| 3. \| Samuel Sánchez \| Euskaltel-Euskadi \| + 1m13s \| \| \| 4. \| Antonio Colom \| Caisse d'Épargne-Illes Balears \| + 1m23s \| \| \| 5. \| Fränk Schleck \| CSC \| + 1m23s \| \| \| 6. \| Stefan Schumacher \| Gerolsteiner \| + 1m33s \| \| \| 7. \| José Azevedo \| Discovery Channel \| + 1m35s \| \| \| 8. \| Haimar Zubeldia \| Euskaltel-Euskadi \| + 1m37s \| \| \| 9. \| Pietro Caucchioli \| Crédit Agricole \| + 1m39s \| \| \| 10. \| José Luis Rubiera \| Discovery Channel \| + 1m40s \| \| |                   |                                |           |
| |                   |                                |           |
| |                   |                                |           |
| Classificação geral |                   |                                |           |
| Ciclista | Ciclista          | Equipe                         | Tempo     |
| 1. | Floyd Landis      | Phonak Hearing Systems         | 19h26m57s |
| 2. | Patxi Vila        | Lampre-Fondital                | + 9s      |
| 3. | Samuel Sánchez    | Euskaltel-Euskadi              | + 1m13s   |
| 4. | Antonio Colom     | Caisse d'Épargne-Illes Balears | + 1m23s   |
| 5. | Fränk Schleck     | CSC                            | + 1m23s   |
| 6. | Stefan Schumacher | Gerolsteiner                   | + 1m33s   |
| 7. | José Azevedo      | Discovery Channel              | + 1m35s   |
| 8. | Haimar Zubeldia   | Euskaltel-Euskadi              | + 1m37s   |
| 9. | Pietro Caucchioli | Crédit Agricole                | + 1m39s   |
| 10. | José Luis Rubiera | Discovery Channel              | + 1m40s   |

Resumo
Etapa caracterizada por uma carreira de 100 km pelos holandeses Bas Giling e o francês Eric Leblacher, com fuga que evitou a formação de outras escapadas mantendo ao grupo em silêncio e fazendo que o jogo das equipas de velocistas. Os dois foram reabsorbidos a 10 quilómetros da chegada e, apesar de alguma outra tentativa irreal de fugas, teve uma chegada em massa. Na terceira vitória para o campeão mundial Tom Boonen, e por terceira vez segundo foi o australiano Allan Davis. Cabe destacar a interrupção da carreira no km 69 devido a uma manifestação de estudantes.

### Etapa 5
| Avinhão - Digne-les-Bains | alta montanha | (201,5 km) |

| \| Classificação por etapas \| Classificação por etapas \| Classificação por etapas \| Classificação por etapas \| Classificação por etapas \| \| Ciclista \| Ciclista \| Equipe \| Tempo \| \| \| ------------------------ \| ------------------------ \| ------------------------------ \| ------------------------ \| ------------------------ \| \| 1. \| Joaquim Rodríguez \| Caisse d'Épargne-Illes Balears \| 4h43m34s \| \| \| 2. \| Joost Posthuma \| Rabobank \| + 19s \| \| \| 3. \| Jérôme Pineau \| Bouygues Telecom \| + 33s \| \| \| 4. \| Matteo Carrara \| Lampre-Fondital \| + 33s \| \| \| 5. \| Vincenzo Nibali \| Liquigas \| + 33s \| \| \| 6. \| Sandy Casar \| La Française des jeux \| + 33s \| \| \| 7. \| Erik Dekker \| Rabobank \| + 33s \| \| \| 8. \| Fränk Schleck \| CSC \| + 33s \| \| \| 9. \| Chris Horner \| Davitamon-Lotto \| + 33s \| \| \| 10. \| Cyril Dessel \| AG2R Prévoyance \| + 33s \| \| |                   |                                |          |
| |                   |                                |          |
| |                   |                                |          |
| Classificação por etapas |                   |                                |          |
| Ciclista | Ciclista          | Equipe                         | Tempo    |
| 1. | Joaquim Rodríguez | Caisse d'Épargne-Illes Balears | 4h43m34s |
| 2. | Joost Posthuma    | Rabobank                       | + 19s    |
| 3. | Jérôme Pineau     | Bouygues Telecom               | + 33s    |
| 4. | Matteo Carrara    | Lampre-Fondital                | + 33s    |
| 5. | Vincenzo Nibali   | Liquigas                       | + 33s    |
| 6. | Sandy Casar       | La Française des jeux          | + 33s    |
| 7. | Erik Dekker       | Rabobank                       | + 33s    |
| 8. | Fränk Schleck     | CSC                            | + 33s    |
| 9. | Chris Horner      | Davitamon-Lotto                | + 33s    |
| 10. | Cyril Dessel      | AG2R Prévoyance                | + 33s    |

| \| Classificação geral \| Classificação geral \| Classificação geral \| Classificação geral \| Classificação geral \| \| Ciclista \| Ciclista \| Equipe \| Tempo \| \| \| ------------------- \| ------------------- \| ------------------------------ \| ------------------- \| ------------------- \| \| 1. \| Floyd Landis \| Phonak Hearing Systems \| 24h11m04s \| \| \| 2. \| Patxi Vila \| Lampre-Fondital \| + 9s \| \| \| 3. \| Samuel Sánchez \| Euskaltel-Euskadi \| + 1m13s \| \| \| 4. \| Antonio Colom \| Caisse d'Épargne-Illes Balears \| + 1m23s \| \| \| 5. \| Fränk Schleck \| CSC \| + 1m23s \| \| \| 6. \| José Azevedo \| Discovery Channel \| + 1m35s \| \| \| 7. \| Haimar Zubeldia \| Euskaltel-Euskadi \| + 1m37s \| \| \| 8. \| Pietro Caucchioli \| Crédit Agricole \| + 1m39s \| \| \| 9. \| José Luis Rubiera \| Discovery Channel \| + 1m40s \| \| \| 10. \| Erik Dekker \| Rabobank \| + 1m41s \| \| |                   |                                |           |
| |                   |                                |           |
| |                   |                                |           |
| Classificação geral |                   |                                |           |
| Ciclista | Ciclista          | Equipe                         | Tempo     |
| 1. | Floyd Landis      | Phonak Hearing Systems         | 24h11m04s |
| 2. | Patxi Vila        | Lampre-Fondital                | + 9s      |
| 3. | Samuel Sánchez    | Euskaltel-Euskadi              | + 1m13s   |
| 4. | Antonio Colom     | Caisse d'Épargne-Illes Balears | + 1m23s   |
| 5. | Fränk Schleck     | CSC                            | + 1m23s   |
| 6. | José Azevedo      | Discovery Channel              | + 1m35s   |
| 7. | Haimar Zubeldia   | Euskaltel-Euskadi              | + 1m37s   |
| 8. | Pietro Caucchioli | Crédit Agricole                | + 1m39s   |
| 9. | José Luis Rubiera | Discovery Channel              | + 1m40s   |
| 10. | Erik Dekker       | Rabobank                       | + 1m41s   |

Resumo
Também nesta etapa teve uma longa fuga, de uns 120 km, animada por nove ciclistas e, nesta ocasião, um deles conseguiu ganhar a etapa. Na ascensão do Col du Corobin saltou pelos ares o acordo entre os corredores, e isso foi aproveitado por Joaquim Rodríguez, quem chegou só à linha de meta.

### Etapa 6
| Digne-les-Bains - Cannes | média montanha | (179 km) |

| \| Classificação por etapas \| Classificação por etapas \| Classificação por etapas \| Classificação por etapas \| Classificação por etapas \| \| Ciclista \| Ciclista \| Equipe \| Tempo \| \| \| ------------------------ \| ------------------------ \| ------------------------------- \| ------------------------ \| ------------------------ \| \| 1. \| Andrey Kashechkin \| Liberty Seguros-Würth \| 4h12m08s \| \| \| 2. \| Sylvain Chavanel \| Cofidis-Le Crédit par Téléphone \| + 1m06s \| \| \| 3. \| Sandy Casar \| La Française des jeux \| + 1m11s \| \| \| 4. \| Thomas Voeckler \| Bouygues Telecom \| + 1m11s \| \| \| 5. \| David Moncoutié \| Cofidis-Le Crédit par Téléphone \| + 1m11s \| \| \| 6. \| Jurgen van de Walle \| Quick Step-Innergetic \| + 1m11s \| \| \| 7. \| Jevgeni Petrov \| Lampre-Fondital \| + 1m11s \| \| \| 8. \| Matteo Carrara \| Lampre-Fondital \| + 1m33s \| \| \| 9. \| Tomas Vaitkus \| AG2R Prévoyance \| + 1m33s \| \| \| 10. \| Fränk Schleck \| CSC \| + 1m33s \| \| |                     |                                 |          |
| |                     |                                 |          |
| |                     |                                 |          |
| Classificação por etapas |                     |                                 |          |
| Ciclista | Ciclista            | Equipe                          | Tempo    |
| 1. | Andrey Kashechkin   | Liberty Seguros-Würth           | 4h12m08s |
| 2. | Sylvain Chavanel    | Cofidis-Le Crédit par Téléphone | + 1m06s  |
| 3. | Sandy Casar         | La Française des jeux           | + 1m11s  |
| 4. | Thomas Voeckler     | Bouygues Telecom                | + 1m11s  |
| 5. | David Moncoutié     | Cofidis-Le Crédit par Téléphone | + 1m11s  |
| 6. | Jurgen van de Walle | Quick Step-Innergetic           | + 1m11s  |
| 7. | Jevgeni Petrov      | Lampre-Fondital                 | + 1m11s  |
| 8. | Matteo Carrara      | Lampre-Fondital                 | + 1m33s  |
| 9. | Tomas Vaitkus       | AG2R Prévoyance                 | + 1m33s  |
| 10. | Fränk Schleck       | CSC                             | + 1m33s  |

| \| Classificação geral \| Classificação geral \| Classificação geral \| Classificação geral \| Classificação geral \| \| Ciclista \| Ciclista \| Equipe \| Tempo \| \| \| ------------------- \| ------------------- \| ------------------------------ \| ------------------- \| ------------------- \| \| 1. \| Floyd Landis \| Phonak Hearing Systems \| 28h24m45s \| \| \| 2. \| Patxi Vila \| Lampre-Fondital \| + 9s \| \| \| 3. \| Samuel Sánchez \| Euskaltel-Euskadi \| + 1m13s \| \| \| 4. \| Antonio Colom \| Caisse d'Épargne-Illes Balears \| + 1m23s \| \| \| 5. \| Fränk Schleck \| CSC \| + 1m23s \| \| \| 6. \| José Azevedo \| Discovery Channel \| + 1m35s \| \| \| 7. \| Pietro Caucchioli \| Crédit Agricole \| + 1m39s \| \| \| 8. \| José Luis Rubiera \| Discovery Channel \| + 1m40s \| \| \| 9. \| Erik Dekker \| Rabobank \| + 1m41s \| \| \| 10. \| Chris Horner \| Davitamon-Lotto \| + 1m43s \| \| |                   |                                |           |
| |                   |                                |           |
| |                   |                                |           |
| Classificação geral |                   |                                |           |
| Ciclista | Ciclista          | Equipe                         | Tempo     |
| 1. | Floyd Landis      | Phonak Hearing Systems         | 28h24m45s |
| 2. | Patxi Vila        | Lampre-Fondital                | + 9s      |
| 3. | Samuel Sánchez    | Euskaltel-Euskadi              | + 1m13s   |
| 4. | Antonio Colom     | Caisse d'Épargne-Illes Balears | + 1m23s   |
| 5. | Fränk Schleck     | CSC                            | + 1m23s   |
| 6. | José Azevedo      | Discovery Channel              | + 1m35s   |
| 7. | Pietro Caucchioli | Crédit Agricole                | + 1m39s   |
| 8. | José Luis Rubiera | Discovery Channel              | + 1m40s   |
| 9. | Erik Dekker       | Rabobank                       | + 1m41s   |
| 10. | Chris Horner      | Davitamon-Lotto                | + 1m43s   |

Resumo
Foi a última oportunidade para reverter a situação na classificação geral, portanto, desde o começo da etapa, os favoritos começaram a mover-se. Um grupo de 19 ciclistas conseguiu escapar-se, atingindo os 2 minutos e trinta segundos de vantagem, mas o russo Yevgeny Petrov derrubou-se e ascendeu o Col de Bourigaille em solitário, conseguindo obter uma vantagem de 45 "no grupo e 4 minutos no grupo. Na última subida do dia, o Col du Tanneron, Petrov reduziu a velocidade e dos perseguidores saiu o cazaque Andrey Kashechkin quem superou a Petrov. Na perseguição do cazaque levou-se o francês Sylvain Chavanel, que lhe reduziu a diferença mas não pôde o alacançar. Landis reteve o maillot do líder que chegava com o grupo a 1' 33' do ganhador.

### Etapa 7
| Nice - Nice | alta montanha | (119 km) |

| \| Classificação por etapas \| Classificação por etapas \| Classificação por etapas \| Classificação por etapas \| Classificação por etapas \| \| Ciclista \| Ciclista \| Equipe \| Tempo \| \| \| ------------------------ \| ------------------------ \| ------------------------------ \| ------------------------ \| ------------------------ \| \| 1. \| Markus Zberg \| Gerolsteiner \| 3h29m38s \| \| \| 2. \| Jevgeni Petrov \| Lampre-Fondital \| + 0s \| \| \| 3. \| Alberto Contador \| Liberty Seguros-Würth \| + 0s \| \| \| 4. \| Antonio Colom \| Caisse d'Épargne-Illes Balears \| + 0s \| \| \| 5. \| Joaquim Rodríguez \| Caisse d'Épargne-Illes Balears \| + 16s \| \| \| 6. \| Sandy Casar \| La Française des jeux \| + 18s \| \| \| 7. \| Erik Dekker \| Rabobank \| + 18s \| \| \| 8. \| Matteo Carrara \| Lampre-Fondital \| + 18s \| \| \| 9. \| Linus Gerdemann \| T-Mobile \| + 18s \| \| \| 10. \| Cyril Dessel \| AG2R Prévoyance \| + 18s \| \| |                   |                                |          |
| |                   |                                |          |
| |                   |                                |          |
| Classificação por etapas |                   |                                |          |
| Ciclista | Ciclista          | Equipe                         | Tempo    |
| 1. | Markus Zberg      | Gerolsteiner                   | 3h29m38s |
| 2. | Jevgeni Petrov    | Lampre-Fondital                | + 0s     |
| 3. | Alberto Contador  | Liberty Seguros-Würth          | + 0s     |
| 4. | Antonio Colom     | Caisse d'Épargne-Illes Balears | + 0s     |
| 5. | Joaquim Rodríguez | Caisse d'Épargne-Illes Balears | + 16s    |
| 6. | Sandy Casar       | La Française des jeux          | + 18s    |
| 7. | Erik Dekker       | Rabobank                       | + 18s    |
| 8. | Matteo Carrara    | Lampre-Fondital                | + 18s    |
| 9. | Linus Gerdemann   | T-Mobile                       | + 18s    |
| 10. | Cyril Dessel      | AG2R Prévoyance                | + 18s    |

Resumo
A última etapa foi muito agitada, com a sucessão de fugas de grupos pequenos, ainda que a que triunfou foi a de cinco corredores (Markus Zberg, Evgenij Vladimirovič Petrov, Alberto Contador, Antonio Colom e Joaquim Rodríguez), com uma pequena vantagem sobre o grupo.

## Classificações finais

### Classificação geral
| \| Classificação geral \| Classificação geral \| Classificação geral \| Classificação geral \| Classificação geral \| \| Ciclista \| Ciclista \| Equipe \| Tempo \| \| \| ------------------- \| ------------------- \| ------------------------------ \| ------------------- \| ------------------- \| \| 1. \| Floyd Landis \| Phonak Hearing Systems \| 31h54m41s \| \| \| 2. \| Patxi Vila \| Lampre-Fondital \| + 9s \| \| \| 3. \| Antonio Colom \| Caisse d'Épargne-Illes Balears \| + 1m05s \| \| \| 4. \| Samuel Sánchez \| Euskaltel-Euskadi \| + 1m13s \| \| \| 5. \| Fränk Schleck \| CSC \| + 1m13s \| \| \| 6. \| José Azevedo \| Discovery Channel \| + 1m35s \| \| \| 7. \| Erik Dekker \| Rabobank \| + 1m38s \| \| \| 8. \| Pietro Caucchioli \| Crédit Agricole \| + 1m39s \| \| \| 9. \| José Luis Rubiera \| Discovery Channel \| + 1m40s \| \| \| 10. \| Chris Horner \| Davitamon-Lotto \| + 1m43s \| \| |                   |                                |           |
| |                   |                                |           |
| |                   |                                |           |
| Classificação geral |                   |                                |           |
| Ciclista | Ciclista          | Equipe                         | Tempo     |
| 1. | Floyd Landis      | Phonak Hearing Systems         | 31h54m41s |
| 2. | Patxi Vila        | Lampre-Fondital                | + 9s      |
| 3. | Antonio Colom     | Caisse d'Épargne-Illes Balears | + 1m05s   |
| 4. | Samuel Sánchez    | Euskaltel-Euskadi              | + 1m13s   |
| 5. | Fränk Schleck     | CSC                            | + 1m13s   |
| 6. | José Azevedo      | Discovery Channel              | + 1m35s   |
| 7. | Erik Dekker       | Rabobank                       | + 1m38s   |
| 8. | Pietro Caucchioli | Crédit Agricole                | + 1m39s   |
| 9. | José Luis Rubiera | Discovery Channel              | + 1m40s   |
| 10. | Chris Horner      | Davitamon-Lotto                | + 1m43s   |

### Classificação dos pontos
| Classificação por pontos | Classificação por pontos | Classificação por pontos       | Classificação por pontos | Classificação por pontos |
| Ciclista                 | Ciclista                 | Equipe                         | Pontos                   |                          |
| ------------------------ | ------------------------ | ------------------------------ | ------------------------ | ------------------------ |
| 1.                       | Samuel Sánchez           | Euskaltel-Euskadi              | 66 pts                   |                          |
| 2.                       | Sandy Casar              | La Française des jeux          | 63 pts                   |                          |
| 3.                       | Jérôme Pineau            | Bouygues Telecom               | 52 pts                   |                          |
| 4.                       | Fränk Schleck            | CSC                            | 50 pts                   |                          |
| 5.                       | Matteo Carrara           | Lampre-Fondital                | 49 pts                   |                          |
| 6.                       | Andrey Kashechkin        | Liberty Seguros-Würth          | 48 pts                   |                          |
| 7.                       | Erik Dekker              | Rabobank                       | 46 pts                   |                          |
| 8.                       | Joaquim Rodríguez        | Caisse d'Épargne-Illes Balears | 42 pts                   |                          |
| 9.                       | Alberto Contador         | Liberty Seguros-Würth          | 42 pts                   |                          |
| 10.                      | Antonio Colom            | Caisse d'Épargne-Illes Balears | 40 pts                   |                          |

### Classificação da montanha
| Classificação da montanha | Classificação da montanha | Classificação da montanha       | Classificação da montanha | Classificação da montanha |
| Ciclista                  | Ciclista                  | Equipe                          | Pontos                    |                           |
| ------------------------- | ------------------------- | ------------------------------- | ------------------------- | ------------------------- |
| 1.                        | David Moncoutié           | Cofidis-Le Crédit par Téléphone | 51 pts                    |                           |
| 2.                        | Christophe Laurent        | Agritubel                       | 42 pts                    |                           |
| 3.                        | Joaquim Rodríguez         | Caisse d'Épargne-Illes Balears  | 39 pts                    |                           |
| 4.                        | Nicolas Crosbie           | Agritubel                       | 35 pts                    |                           |
| 5.                        | Alberto Contador          | Liberty Seguros-Würth           | 26 pts                    |                           |
| 6.                        | Jevgeni Petrov            | Lampre-Fondital                 | 25 pts                    |                           |
| 7.                        | Éric Leblacher            | La Française des jeux           | 23 pts                    |                           |
| 8.                        | Markus Zberg              | Gerolsteiner                    | 17 pts                    |                           |
| 9.                        | Matej Mugerli             | Liquigas                        | 17 pts                    |                           |
| 10.                       | Sérgio Paulinho           | Liberty Seguros-Würth           | 17 pts                    |                           |

### Classificação dos jovens
| Classificação dos jovens | Classificação dos jovens | Classificação dos jovens | Classificação dos jovens | Classificação dos jovens |
| Ciclista                 | Ciclista                 | Equipe                   | Tempo                    |                          |
| ------------------------ | ------------------------ | ------------------------ | ------------------------ | ------------------------ |
| 1.                       | Luis León Sánchez        | Liberty Seguros-Würth    | 31h58m11s                |                          |
| 2.                       | Joost Posthuma           | Rabobank                 | + 21s                    |                          |
| 3.                       | Thomas Löfkvist          | La Française des jeux    | + 52s                    |                          |
| 4.                       | Linus Gerdemann          | T-Mobile                 | + 1m51s                  |                          |
| 5.                       | Alberto Contador         | Liberty Seguros-Würth    | + 3m30s                  |                          |
| 6.                       | Johan Vansummeren        | Davitamon-Lotto          | + 6m19s                  |                          |
| 7.                       | Juan José Cobo           | Saunier Duval-Prodir     | + 6m50s                  |                          |
| 8.                       | Andriy Hrivko            | Team Milram              | + 7m24s                  |                          |
| 9.                       | Daniel Navarro           | Liberty Seguros-Würth    | + 11m03s                 |                          |
| 10.                      | Yannick Talabardon       | Crédit Agricole          | + 26m48s                 |                          |

### Classificação por equipas
| Classificação por equipes | Classificação por equipes      | Classificação por equipes | Classificação por equipes |
| Equipe                    | Equipe                         | Tempo                     |                           |
| ------------------------- | ------------------------------ | ------------------------- | ------------------------- |
| 1.                        | Lampre-Fondital                | 95h51m43s                 |                           |
| 2.                        | Discovery Channel              | + 3s                      |                           |
| 3.                        | Liberty Seguros-Würth          | + 34s                     |                           |
| 4.                        | Crédit agricole                | + 4m12s                   |                           |
| 5.                        | Caisse d'Épargne-Illes Balears | + 8m52s                   |                           |
| 6.                        | Phonak Hearing Systems         | + 9m05s                   |                           |
| 7.                        | Euskaltel-Euskadi              | + 10m46s                  |                           |
| 8.                        | La Française des jeux          | + 11m19s                  |                           |
| 9.                        | Davitamon-Lotto                | + 13m46s                  |                           |
| 10.                       | AG2R Prévoyance                | + 14m10s                  |                           |

## Evolução das classificações
| Etapa               | Vencedor            | Classificação geral | Classificação por pontos | Classificação da montanha | Classificação dos jovens | Classificação por equipas |
| ------------------- | ------------------- | ------------------- | ------------------------ | ------------------------- | ------------------------ | ------------------------- |
| Prólogo             | Bobby Julich        | Bobby Julich        | Bobby Julich             | Non asiganada             | Alberto Contador         | Française des Jeux        |
| 1ª                  | Tom Boonen          | Tom Boonen          | Tom Boonen               | Stéphane Augé             | Alberto Contador         | Française des Jeux        |
| 2ª                  | Tom Boonen          | Tom Boonen          | Tom Boonen               | Nicolas Crosbie           | Benoît Vaugrenard        | Française des Jeux        |
| 3ª                  | Patxi Vila          | Floyd Landis        | Tom Boonen               | Nicolas Crosbie           | Stefan Schumacher        | Discovery Channel         |
| 4ª                  | Tom Boonen          | Floyd Landis        | Tom Boonen               | Christophe Laurent        | Stefan Schumacher        | Discovery Channel         |
| 5ª                  | Joaquim Rodríguez   | Floyd Landis        | Tom Boonen               | Christophe Laurent        | Stefan Schumacher        | Discovery Channel         |
| 6ª                  | Andrey Kashechkin   | Floyd Landis        | Tom Boonen               | Christophe Laurent        | Luis León Sánchez        | Discovery Channel         |
| 7ª                  | Markus Zberg        | Floyd Landis        | Samuel Sánchez           | David Moncoutié           | Luis León Sánchez        | Lampre-Fondital           |
| Classificação final | Classificação final | Floyd Landis        | Samuel Sánchez           | David Moncoutié           | Luis León Sánchez        | Lampre-Fondital           |

\\\ref